# Kate Jobson
Pour les articles homonymes, voir Jobson.
Kate Jobson, née le 8 juillet 1937 à Varberg, est une ancienne nageuse suédoise.

## Carrière
Aux Jeux olympiques d'été de 1956 à Melbourne, Kate Jobson fait partie du relais 4 × 100 m qui termine 6e. Elle finit également 6e de sa demi-finale du 100 m nage libre et ne se qualifie pas pour la finale.
Elle remporte l'or sur le 100 m nage libre aux championnats d'Europe de natation 1958 en 1 min 4 s 70. Cette année-là, elle reçoit le prix de la Sportive de l'année suédoise.

## Palmarès

### Championnats d'Europe
- Championnats d'Europe 1958 à Budapest (Hongrie)
  -  Médaille d'or du 100 m nage libre
  -  Médaille de bronze du relais 4 × 100 m nage libre